# Max Christie
Cormac Karl Christie jr., detto Max (Arlington Heights, 10 febbraio 2003), è un cestista statunitense, professionista nella NBA con i Dallas Mavericks.

## Carriera
Dopo aver trascorso una stagione con gli MSU Spartans, nel 2022 si dichiara per il Draft NBA, venendo chiamato con la trentacinquesima scelta dai Los Angeles Lakers.

## Statistiche

### NCAA
| Anno      | Squadra      | PG | PT | MP   | TC%  | 3P%  | TL%  | RP  | AP  | PRP | SP  | PP  |
| --------- | ------------ | -- | -- | ---- | ---- | ---- | ---- | --- | --- | --- | --- | --- |
| 2021-2022 | MSU Spartans | 35 | 35 | 30,8 | 38,2 | 31,7 | 82,4 | 3,5 | 1,5 | 0,5 | 0,5 | 9,3 |
| Carriera  | Carriera     | 35 | 35 | 30,8 | 38,2 | 31,7 | 82,4 | 3,5 | 1,5 | 0,5 | 0,5 | 9,3 |

#### Massimi in carriera
- Massimo di punti: 21 vs Nebraska-Lincoln (5 gennaio 2022)[6]
- Massimo di rimbalzi: 7 vs Northwestern (2 gennaio 2022)
- Massimo di assist: 4 (2 volte)
- Massimo di palle rubate: 3 vs Michigan (1º marzo 2022)
- Massimo di stoppate: 3 (2 volte)
- Massimo di minuti giocati: 36 vs Illinois-Urbana-Champaign (19 febbraio 2022)

### NBA

#### Regular season
| Anno      | Squadra          | PG  | PT | MP   | TC%  | 3P%  | TL%  | RP  | AP  | PRP | SP  | PP   |
| --------- | ---------------- | --- | -- | ---- | ---- | ---- | ---- | --- | --- | --- | --- | ---- |
| 2022-2023 | L.A. Lakers      | 41  | 3  | 12,5 | 41,5 | 41,9 | 87,5 | 1,8 | 0,5 | 0,2 | 0,2 | 3,1  |
| 2023-2024 | L.A. Lakers      | 67  | 7  | 14,1 | 42,7 | 35,6 | 78,3 | 2,1 | 0,9 | 0,3 | 0,3 | 4,2  |
| 2024-2025 | L.A. Lakers      | 46  | 25 | 25,1 | 44,4 | 36,8 | 85,1 | 2,7 | 1,4 | 0,8 | 0,5 | 8,5  |
| 2024-2025 | Dallas Mavericks | 32  | 11 | 30,4 | 41,1 | 36,4 | 86,2 | 4,2 | 2,5 | 0,9 | 0,3 | 11,2 |
| Carriera  | Carriera         | 186 | 46 | 19,3 | 42,6 | 37,0 | 84,1 | 2,6 | 1,2 | 0,5 | 0,3 | 6,2  |

#### Play-off
| Anno     | Squadra     | PG | PT | MP  | TC%  | 3P%  | TL%  | RP  | AP  | PRP | SP  | PP  |
| -------- | ----------- | -- | -- | --- | ---- | ---- | ---- | --- | --- | --- | --- | --- |
| 2023     | L.A. Lakers | 9  | 0  | 3,7 | 50,0 | 25,0 | 50,0 | 0,8 | 0,3 | 0,0 | 0,1 | 1,4 |
| Carriera | Carriera    | 9  | 0  | 3,7 | 50,0 | 25,0 | 50,0 | 0,8 | 0,3 | 0,0 | 0,1 | 1,4 |

#### Massimi in carriera
- Massimo di punti: 14 vs Denver Nuggets (9 gennaio 2023)[7]
- Massimo di rimbalzi: 9 vs Brooklyn Nets (13 novembre 2022)
- Massimo di assist: 3 (2 volte)
- Massimo di palle rubate: 2 (2 volte)
- Massimo di stoppate: 2 vs New York Knicks (3 febbraio 2024)
- Massimo di minuti giocati: 29 vs Utah Jazz (7 novembre 2022)

### G League
| Anno      | Squadra          | PG | PT | MP   | TC%  | 3P%  | TL%  | RP  | AP  | PRP | SP  | PP   |
| --------- | ---------------- | -- | -- | ---- | ---- | ---- | ---- | --- | --- | --- | --- | ---- |
| 2022-2023 | South Bay Lakers | 17 | 5  | 28,8 | 44,1 | 36,4 | 72,0 | 5,4 | 1,8 | 0,5 | 0,5 | 14,5 |
| Carriera  | Carriera         | 17 | 5  | 28,8 | 44,1 | 36,4 | 72,0 | 5,4 | 1,8 | 0,5 | 0,5 | 14,5 |

## Palmarès
- NBA In-Season Tournament: 1

Los Angeles Lakers: 2023
- McDonald's All-American (2021)